# Riven Rock
Riven Rock ist ein 1998 erschienener Roman des amerikanischen Schriftstellers T. C. Boyle. Es ist der siebte Roman Boyles und wurde aus dem Amerikanischen von Werner Richter übersetzt.

## Protagonisten

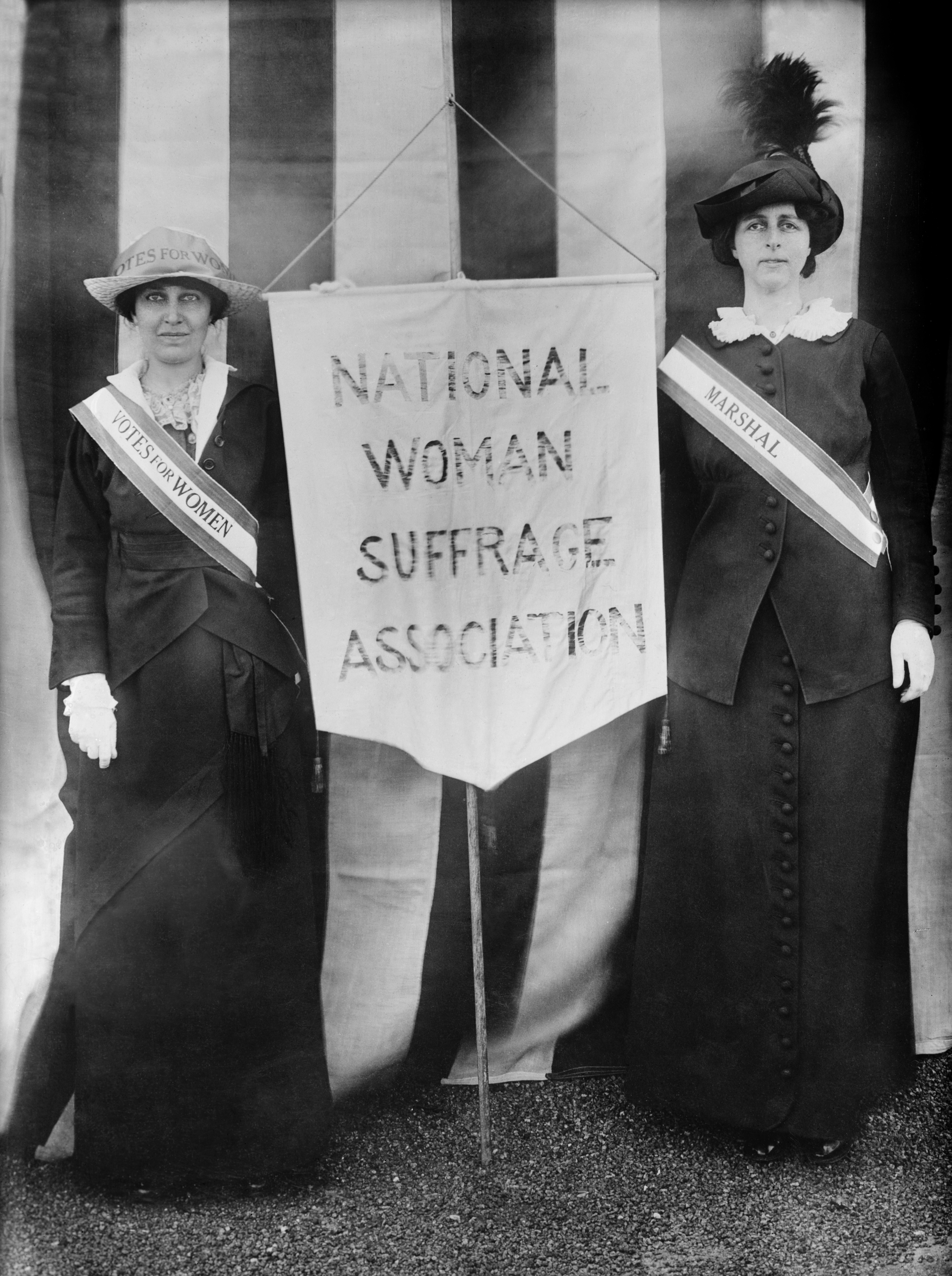
Katharine Dexter McCormick (links) auf einem Bild der National American Woman Suffrage Association (NAWSA)

Der sich auf reale Personen beziehende Roman erzählt die Geschichte von Stanley McCormick (* 2. November 1874 in Chicago; † 19. Januar 1947 in Montecito), dem jüngsten Sohn von Cyrus McCormick, Gründer der McCormick Harvesting Machine Company, und seiner Ehefrau Katharine McCormick (1875–1967), die er am 15. September 1904 in Genf heiratete. Sie wurde später eine wichtige Person der amerikanischen Frauenbewegung. Dritte Hauptperson im Buch ist der Krankenpfleger McCormicks, Edward Eddie James O’Kane, der den Leidensweg des Stanley McCormick durchgehend begleitet.

## Inhalt
Das Buch beginnt vier Jahre nach der Hochzeitsreise von Stanley McCormick und Katharine Dexter, als Stanley McCormick nach gesundheitlichen Problemen auf das familieneigene Gut Riven Rock in Montecito im Santa Barbara County zieht. Dieses wurde eigentlich von der Familie McCormick für seine Schwester, Mary Virginia, die ebenfalls unter psychischen Störungen litt, erbaut. Die Bauleitung hatte teilweise Stanley McCormick selbst an sich gezogen.
Die Lebensgeschichte des an Dementia praecox und Schizophrenie leidenden Stanley McCormick wird in drei Hauptkapiteln erzählt, die zu den jeweils behandelnden Ärzten (Dr. Hamilton, Dr. Brush und Dr. Kempf) in Epochen beschrieben, dabei aber jeweils von Rückblicken unterbrochen werden. In der ersten Phase (Dr. Hamilton) sind Frauenbesuche auf Riven Rock ausgeschlossen, dies ändert sich erst unter Dr. Kempf, als McCormick seine Ehefrau erstmals seit zwanzig Jahren wieder besuchen darf. In der vorherigen Zeit waren nur Telefonate erlaubt, auch war das Personal in den ersten Jahren ausschließlich aus männlichen Personen ausgewählt worden. Starke Einflüsse auf das gewalttätige und frauenfeindliche Verhalten des Protagonisten hatten die Erziehung durch seine Eltern, Nettie und Cyrus McCormick, die Geistesschwäche seiner Schwester Mary Virginia und ein traumatisches Sexualerlebnis in Paris während einer Studienreise.
Gleichzeitig erzählt das Buch die Geschichte des Pflegers Edward O’Kane, Sohn irischer Einwanderer, der von Beginn an an der Krankengeschichte Stanley McCormicks beteiligt war. O’Kane erlebt den Umzug vom Nordwesten Amerikas (Chicago und Boston) nach Kalifornien 1908 und entfremdet sich zudem von seiner Frau Rosaleen und seinem Sohn Edward jr., teils aufgrund seiner Alkoholkrankheit, teils aufgrund seiner Affären mit anderen Frauen, hier insbesondere Giovanella Dimucci, der er ein Kind macht, und teils aufgrund seines Traumes von einer eigenen Orangenbaumfarm.

## Kritik
„...Es ist die Verbindung von allegorischer Strenge und lässigem Stil, die "Riven Rock" herausragend macht. Boyle nennt die Dinge beim Namen, aber nicht so, als ob sie für ihn oder sein Publikum von besonderem Interesse wären. Bei den behandelten Themen kann das wohltuend sein. Werner Richter hat diesen Ton geschickt ins Deutsche übersetzt. Leider neigt er dazu, eher am Verstand des Autors als an seinen eigenen Sprachkenntnissen zu zweifeln. Man muß nicht wissen, daß fishy auch "unaufrichtig" heißt, to exercise elbows scherzhaft für den Konsum von Alkohol steht oder ein drummer mitunter einfach ein Handelsreisender ist. Aber man sollte doch merken, daß etwas nicht stimmt, ehe man dem Leser von fischiger Bemühtheit, ellbogenreibenden Kneipengängern und der Weltläufigkeit der Schlagzeuger erzählt...“

„... "Riven Rock" ist, wie alle seine Romane, handlungsintensiv, spannend, abwechslungsreich, dynamisch, burlesk und sinnlich. Boyle nimmt seinen Leser an die Hand - läßt sich beim Arbeiten zuschauen: Er zeigt uns quasi "performativ", wie er seine Romane konstruiert, wie er Spannungsbögen baut, wie er die Handlung zuspitzt und in Vordergrund und Hintergrund zerlegt, wie er Überraschungsmomente plaziert und die Tempi wechselt. Er führt uns seine Mittel und Methoden - und bisweilen auch seine Quellen - vor, und so ist jeder seiner Romane wie eine Unterrichtsstunde in creative writing, ist Lehrbuch und angewandtes Wissen zugleich...“

„... Daß wir uns dennoch über weite Strecken für diesen psychopathischen Helden interessieren, das hat ganz gewiß mit dem zu tun, was in keiner Schule zu lernen und in keinem Lehrbuch zu lehren ist und wofür uns noch immer der rechte Begriff fehlt: Nennen wir es darum ruhig das Geheimnis und die Magie des Erzählens..“

## Besonderheiten
- Der Autor T. C. Boyle lebt selbst in Montecito, dem Hauptort der Handlung[6]

## Ausgaben
- Riven Rock. Aus dem Amerikanischen von Werner Richter. Carl Hanser Verlag, München 1998, ISBN 3-446-19477-0 (Gebundene Erstausgabe in deutscher Sprache)
- Riven Rock. Viking Press 1998, ISBN 0-670-87881-2 (Gebundene Erstausgabe in englischer Sprache)
- Riven Rock. Penguin Books 1999, ISBN 0-14-027166-X (Taschenbucherstausgabe in englischer Sprache)